# Casa Goldstein
Casa Goldstein din Oradea a fost ridicată în 1910 după planurile arhitectului Sztarill Ferencz, în stil secession transilvănean.
Elementul decorativ care se constituie în punctul maxim de atracție al volumului este un bovindou cilindric amplasat pe unul din colțurile clădirii, care în mod inedit se continuă până la baza imobilului printr-un rezalit, de asemenea cilindric, întregul ansamblu ilustrând parcă tulpina și floarea de trandafir.
Comanditarul imobilului a fost Salamon Goldstein. Casa are singura poartă de intrare din Oradea care conține Steaua lui David.